# Nora Mulder
Nora Mulder (1965) is een Nederlands pianiste en cimbalomspeelster.
Mulder studeerde klassiek piano bij Barbara Grajewska aan het Rotterdams Conservatorium (docerend musicus, 1990) en het Conservatorium van Maastricht (uitvoerend musicus, 1993). Ze volgde cursussen aan het Mozarteum in Salzburg en L’Academie de Villecroze. Ze kon verder studeren in Parijs van 1992-95 door een beurs van het Prins Bernhardfonds, bij Claude Helffer, specialist in de uitvoering van hedendaagse klassieke muziek. Vanaf 1994 speelt ze ook cimbalom.
Mulder is actief als solist bij orkest, pianiste bij ensembles voor moderne muziek en geeft recitals. Ze maakt deel uit van een aantal vaste kamermuziekensembles, zoals Trio 7090 met violist Bas Wiegers en Koen Kaptijn op trombone. Met hen bracht ze een cd uit met muziek van Iannis Xenakis. Met Pauline Post vormt ze een pianoduo. Ze speelt cimbalom in het Corkestra onder leiding van Cor Fuhler, piano, met verder Anne Laberge, fluiten, Tobias Delius en Ab Baars, klarinetten en saxen, Andy Moore, gitaar, Wilbert de Joode, contrabas, Tony Buck en Michael Vatcher, slagwerk. Ook in Pluk de Dag, een ensemble voor geïmproviseerde muziek speelt ze cimbalom, met Wilbert de Joode, contrabas en Cor Fuhler, elektrisch gitaar, Oscar Jan Hoogland, elektrisch klavichord.
Ze speelde solo in werken van onder anderen Astor Piazzolla, John Adams, Francis Poulenc, Igor Stravinski en George Antheil met orkesten als het Rotterdams Philharmonisch Orkest, het Radio Symfonie Orkest en het Noord Nederlands Orkest. 
Mulder werkt ook met beeldend kunstenaars, en werkt mee aan theater- en dansvoorstellingen.